# خفاش دو رنگ
خفاش دو رنگ یا خفاش ساوی (نام علمی: Hypsugo savii) که گاه به صورت Pipistrellus savii نیز نام‌گذاری می‌شود، گونه‌ای خفاش است که در بخش‌های گسترده‌ای از جنوب اروپا در اسپانیا، فرانسه، ایتالیا، یونان، ترکیه، منطقه قفقاز و آسیای مرکزی ندگی می‌کند. در ایران، این خفاش در مناطق شمالی و شمال‌شرقی دیده شده است.
رنگ بدن این پستاندار در قسمت پشتی قهوه‌ای تیره با نوک روشن و در زیر بدن سفید متمایل به خاکستری است. طول بدن آن در بخش سر و تنه میان ۴۳ تا ۴۸ میلی‌متر است و ۳۴ تا ۳۹ میلی‌متر. این خفاش میان ۶ تا ۱۰ گرم وزن دارد.